# Krężnica Okrągła
Krężnica Okrągła – wieś w Polsce położona w województwie lubelskim, w powiecie lubelskim, w gminie Bełżyce.
W latach 1954–1972 wieś należała i była siedzibą władz gromady Krężnica Okrągła. W latach 1975–1998 miejscowość administracyjnie należała do województwa lubelskiego.
Wieś stanowi sołectwo gminy Bełżyce. Według Narodowego Spisu Powszechnego z roku 2011 wieś liczyła 839 mieszkańców.
Wierni Kościoła rzymskokatolickiego należą do parafii Nawrócenia św. Pawła Apostoła w Bełżycach.

## Historia
Wieś istniała już w okolicach 1785 roku. Znajdowała się tu karczma, oraz w okolicach 1898 leśniczówka. 24 maja 1944 oddział Hieronima Dekutowskiego „Zapory” urządził pod Krężnicą Okrągłą zasadzkę na niemiecką kolumnę transportową. Członek oddziału Marian Pawełczak „Morwa” tak opisał ową zasadzkę: 

[...] Wymiana ognia trwała ponad dwie godziny, a nas była tam ponad setka. Zrobiliśmy zasadzkę na kolumnę 16 niemieckich ciężarówek. Celem było zdobycie broni i amunicji. Zaczailiśmy się za drzewami, jakieś 50 m od szosy. Niemcy, bojąc się ataków partyzantów, kazali wyrąbać wzdłuż głównych dróg puste pasy właśnie o szerokości 50 m. Na szosie ukryliśmy minę. Niemcy się spóźniali, a nauczeni doświadczeniem jechali w dużych odstępach. Na pierwszym wozie – tym, który miał wylecieć na minie – jakiś dryblas penetrował las wzrokiem. Zanim jego ciężarówka wjechała na minę wykrzyknął: „Gefahr! Bandit!”. Zaczęła się bitwa – cały las zaczął dudnić odgłosem wystrzałów. Czterdziestu czterech Niemców zginęło w walce. Trzynastu wzięliśmy do niewoli, ale dwóch z nich – jeden z Poznańskiego i jeden Czech – było wcielonych do niemieckiego wojska siłą i z chęcią przystało do naszego oddziału. Jedenastu pozostałych komendant – wyjątkowo – kazał rozstrzelać [za bestialstwo wobec okolicznej ludności].

W Krężnicy Okrągłej, w latach 1943-1944, ukrywał się przed prawicowymi ektremistami wybitny filozof Tadeusz Kotarbiński.

## Dworek
W Krężnicy Okrągłej znajduje się drewniany dwór Kuźnickich z końca XIX w.; Murowany czworak z ok. 1890 r.; Murowana obora z początku XX w.; Pozostałości parku z XVI w., przekształconego na krajobrazowy w XIX w. W 1930 roku majątek mierzył 603 ha. Do wybuchu II wojny światowej składały się na niego murowane czworaki, murowana obora, modrzewiowy dwór, lodownia i park. Ostatnimi właścicielami była rodzina Kuźnickich. Po wojnie w pięknym modrzewiowym dworze znalazł siedzibę ZPOW. Od 1999 roku obiekt znajduje się w rękach prywatnych.